# Pinheiro (Vieira do Minho)
A Freguesia de Pinheiro é uma freguesia portuguesa do Município de Vieira do Minho, com 11,96 km² de área e 372 habitantes (censo de 2021), tendo, por isso, uma densidade populacional de 31,1 hab./km².

## Descrição
A Freguesia de Pinheiro situa-se nas faldas da Serra da Cabreira sendo constituída por 4 lugares: Tabuadelo, Cortegaça, Vilela e Parada Velha. Para quem vem do centro da vila de Vieira do Minho, o primeiro lugar é Tabuadelo, depois segue-se Vilela e no meio destes temos um corte para Parada Velha. Ao meio de Vilela temos também um caminho para Cortegaça.
A igreja de Pinheiro cujo orago é Santa Maria tem um altar-mor cuja obra é das mais ricas e atraentes do município e é aqui que se realiza a festa do senhor com conjunto musical no Sábado e Domingo com missa e Procissão até ao Senhor dos Aflitos. Tem ainda capelas, designadamente a Capela da Senhora da Guia que fica em Cortegaça e a Capela de Nossa Senhora da Orada que é um lugar muito agradável retirado da povoação tem assim muitos encantos. 
Existem dois moinhos muito antigos que actualmente não funcionam e eram alimentados pela água que desce da Serra que ali passam. Cheio de árvores e som de águas a capela é visitada por muitas pessoas da freguesia e outras que vêem de fora durante o ano. A sua festa é realizada sempre no 3º Domingo de Junho e a novena começa sempre na quarta feira. São sempre cinco dias, onde têm a novena, missa,a procissão de velas, a procissão até ao Calvário e ainda um conjunto de música, onde as pessoas se divertem e cantam. Antigamente realizavam ainda missas na Capela da Fonte (assim conhecida pelo povo), a Capela da Senhora do Rosário que pertence à casa da Fonte, onde hoje nada se realiza. O lugar de Parada Velha é o mais alto tem muitos penedos e um deles, o mais conhecido é o Penedo do Barrete.
Na Serra da Cabreira (parte de Pinheiro) há um campo do tiro. Pinheiro é assim uma freguesia rica na sua natureza, cheia de variedades de árvores.

## Demografia
A população registada nos censos foi:
| Distribuição da População por Grupos Etários | Distribuição da População por Grupos Etários | Distribuição da População por Grupos Etários | Distribuição da População por Grupos Etários | Distribuição da População por Grupos Etários |
| -------------------------------------------- | -------------------------------------------- | -------------------------------------------- | -------------------------------------------- | -------------------------------------------- |
| Ano                                          | 0-14 Anos                                    | 15-24 Anos                                   | 25-64 Anos                                   | > 65 Anos                                    |
| 2001                                         | 89                                           | 110                                          | 239                                          | 106                                          |
| 2011                                         | 60                                           | 47                                           | 236                                          | 104                                          |
| 2021                                         | 28                                           | 45                                           | 183                                          | 116                                          |

## Património
- Santuário da Senhora da Orada
- Capela da Senhora da Guia
- Igreja Paroquial
- Casa da Fonte
- Casa do Eido de Baixo
- Casa do Fernandes
- Casa do Miranda
- Casa da Quinta
- Capela da Senhora da Orada e os seus moinhos
- Penedo do Barrete
- Senhor dos Aflitos
- Campo de Tiro
- Serra da Cabreira

## Actividades económicas
Agricultura e comércio.

## Locais de Comércio
Neste momento existe apenas um café em Pinheiro, cujo nome é Café Mendes situado em Tabuadelo, perto da escola Primária. Mini-mercados existem dois, O mini mercado Fonseca,(que possuía um café, mas actualmente fechado), situado também em Tabuadelo e ainda existe A Loja de Vilela.
A Freguesia de Pinheiro dispõe ainda de um Jardim de Infância, Escola Primária e um Centro social e Paroquial onde têm o projecto "Inovar Vieira"

## Locais de Interesse turístico
Capela da Senhora da Orada e os seus moinhos,Penedo do Barrete, Senhor dos aflitos, Campo de Tiro, Serra da Cabreira.

## Festas e Romarias
- Senhora d'Orada - 3.º domingo de junho
- Festa do Senhor - Último domingo de agosto